# Garguina incongrua
Garguina incongrua är en insektsart som beskrevs av Young 1986. Garguina incongrua ingår i släktet Garguina och familjen dvärgstritar. Inga underarter finns listade i Catalogue of Life.